# 功德林菩薩
功德林菩薩出現於大乘佛教經典。主要描述出自《華嚴經》。功德林菩薩於夜摩宮向與會佛子說明十行、十藏。
十行：歡喜行，饒益行，無違逆行，無屈橈行，無癡亂行，善現行，無著行，難得行，善法行，真實行
十藏：信藏、戒藏、慚藏、愧藏、聞藏、施藏、慧藏、念藏、持藏、辯藏